# Кальтенбергер, Дмитрий Николаевич
Дми́трий Никола́евич Кальтенбе́ргер (18 апреля 1976, Южно-Казахстанская область) — казахстанский гребец-байдарочник, выступал за сборную Казахстана в середине 1990-х — конце 2000-х годов. Участник летних Олимпийских игр в Пекине, четырёхкратный чемпион Азиатских игр, многократный чемпион Азии, победитель и призёр этапов Кубка мира, победитель многих турниров республиканского и международного значения. Мастер спорта международного класса.

## Биография
Дмитрий Кальтенбергер родился 18 апреля 1976 года в Южно-Казахстанской области Казахской ССР. Активно заниматься греблей на байдарке начал в 13 лет.
Первого серьёзного успеха на взрослом международном уровне добился в 1998 году, когда попал в основной состав казахстанской национальной сборной и побывал на Азиатских играх в Бангкоке, откуда привёз награду золотого достоинства, выигранную в зачёте двухместных байдарок на дистанции 500 метров вместе с напарником Дмитрием Торлоповым. Четыре года спустя на Азиатских играх в Пусане с тем же Торлоповым одержал победу в двойках на пятистах и тысяче метрах. Ещё через четыре года на аналогичных соревнованиях в Дохе добавил в послужной список ещё одну золотую медаль, полученную в полукилометровой программе байдарок-двоек.
Будучи одним из лидеров гребной команды Казахстана, благополучно прошёл квалификацию на летние Олимпийские игры 2008 года в Пекине — стартовал здесь в двойках в паре с Алексеем Дергуновым на дистанции 500 метров, в итоге сумел дойти до стадии полуфиналов, где финишировал шестым. Вскоре по окончании этих соревнований принял решение завершить карьеру профессионального спортсмена, уступив место в сборной молодым казахстанским гребцам. Ныне работает тренером по гребле на байдарках и каноэ.
За выдающиеся спортивные достижения удостоен почётного звания «Мастер спорта Республики Казахстан международного класса».